# Вале-Монтале (Маса-Карара)
Вале-Монтале је насеље у Италији у округу Маса-Карара, региону Тоскана.
Према процени из 2011. у насељу је живело 38 становника. Насеље се налази на надморској висини од 448 м.